# دیونیسوس یکم سیراکوس

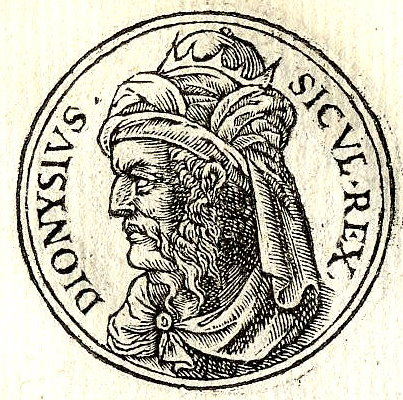
تصویری از دیونیسوس یکم سیراکوس

دیونیسوس یکم سیراکوس (به انگلیسی: Dionysius I of Syracuse) (۳۶۷-۴۳۲ قبل از میلاد) فرمانروای یونانی تبار سیراکوس – واقع در ناحیه‌ای که امروزه به سیسیل، ایتالیا موسوم است – بود که سی سال بر آن ناحیه حکم راند. او چند شهر را در ناحیه سیسیل و ایتالیا تسخیر کرد و با نفوذ کارتاژها در سیسل به مخالفت برخاست و سیراکوس را به نیرومندترین مستعمره یونان غربی مبدل ساخت.
دیونیسوس یکم در تاریخ باستان به عنوان بدترین پادشاه ظالم، مستبد، بدگمان و کینه توز شناخته شده‌است.

## دوران اول زندگی
دیونیسوس یکم زندگی پیشه‌ای خود را با احراز مقام کارمند دفتری در امور دولتی آغاز کرد. سپس به سپاهیگری روی آورد و در جنگ با کارتاژها در ۴۰۹ قبل از میلاد، موفقیت‌هایی کسب کرد. سرانجام بدلیل شجاعت و رشادت در جنگ‌ها، در ۴۰۶ قبل از میلاد به مقام فرمانده سپاه نایل آمد و یک سال بعد حاکم سیراکوز شد.

### کودتا
پیروزی دیونیسوس یکم در بدست آوردن قدرت پادشاهی بر سیراکوس دموکراتیک، نماینده بدترین و بهترین روش رهبری سپاه سربازان مزدور توسط دیونیسوس بود. کودتای دیونیسوس برای قبض قدرت مطلق حاکمیت، زمانی به وقوع پیوست که ۶۰۰ سرباز مزدور برای حفاظت از خود در جریان یک سوقصد ساختگی به جانش که با نیرنگ توسط خود او طرح‌ریزی شده بود، به او داده شد. او توانست تعداد این نگهبانان را به ۱۰۰۰ نفر افزایش دهد، و به تدریج قدرت خود را مستحکم سازد، و با یک ضربت موضع خود را در مقام فرمانروای سیراکوس اعلام کند.